# 日本鉄道建設公団

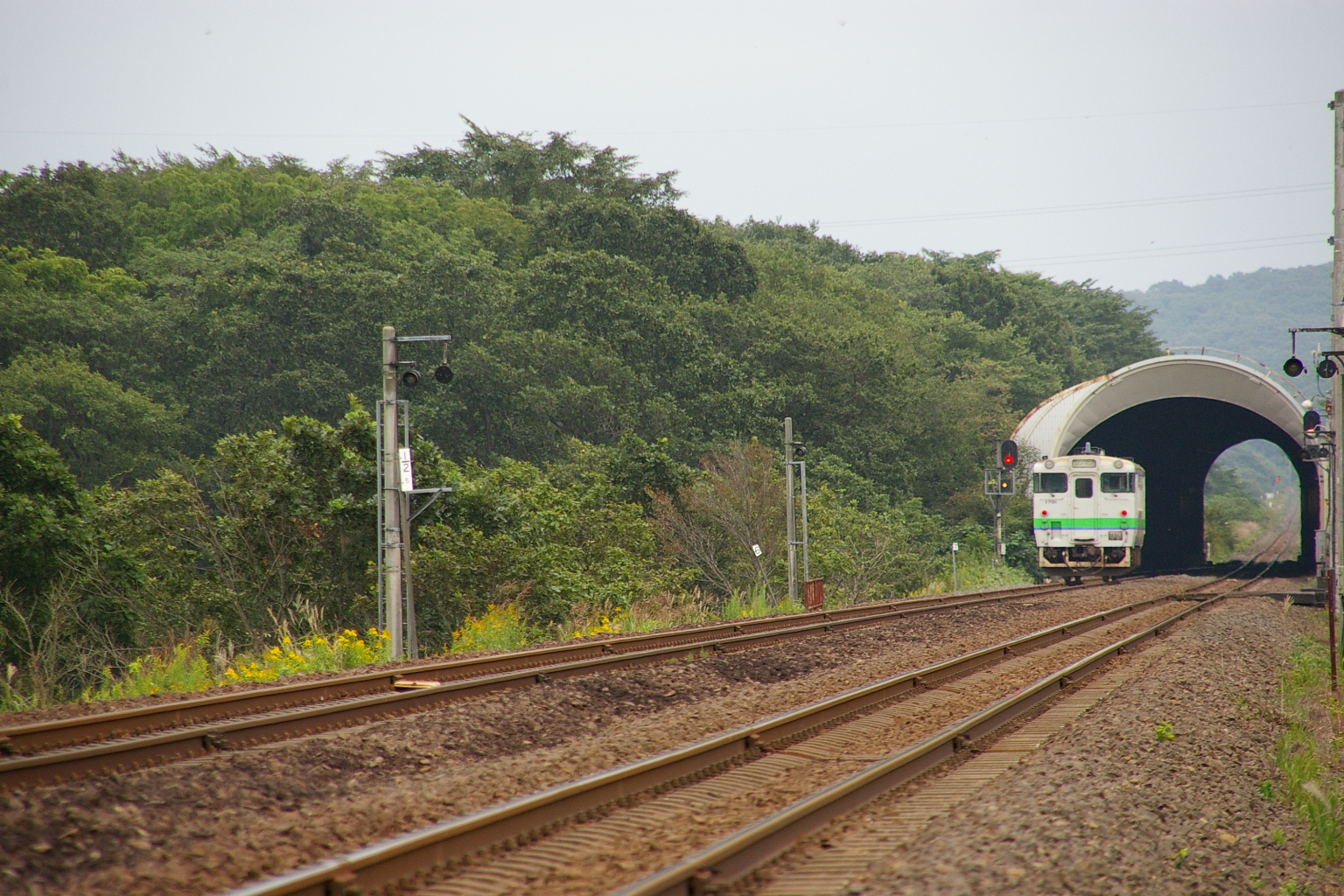
1981年に完成した鉄道公団CD線の石勝線

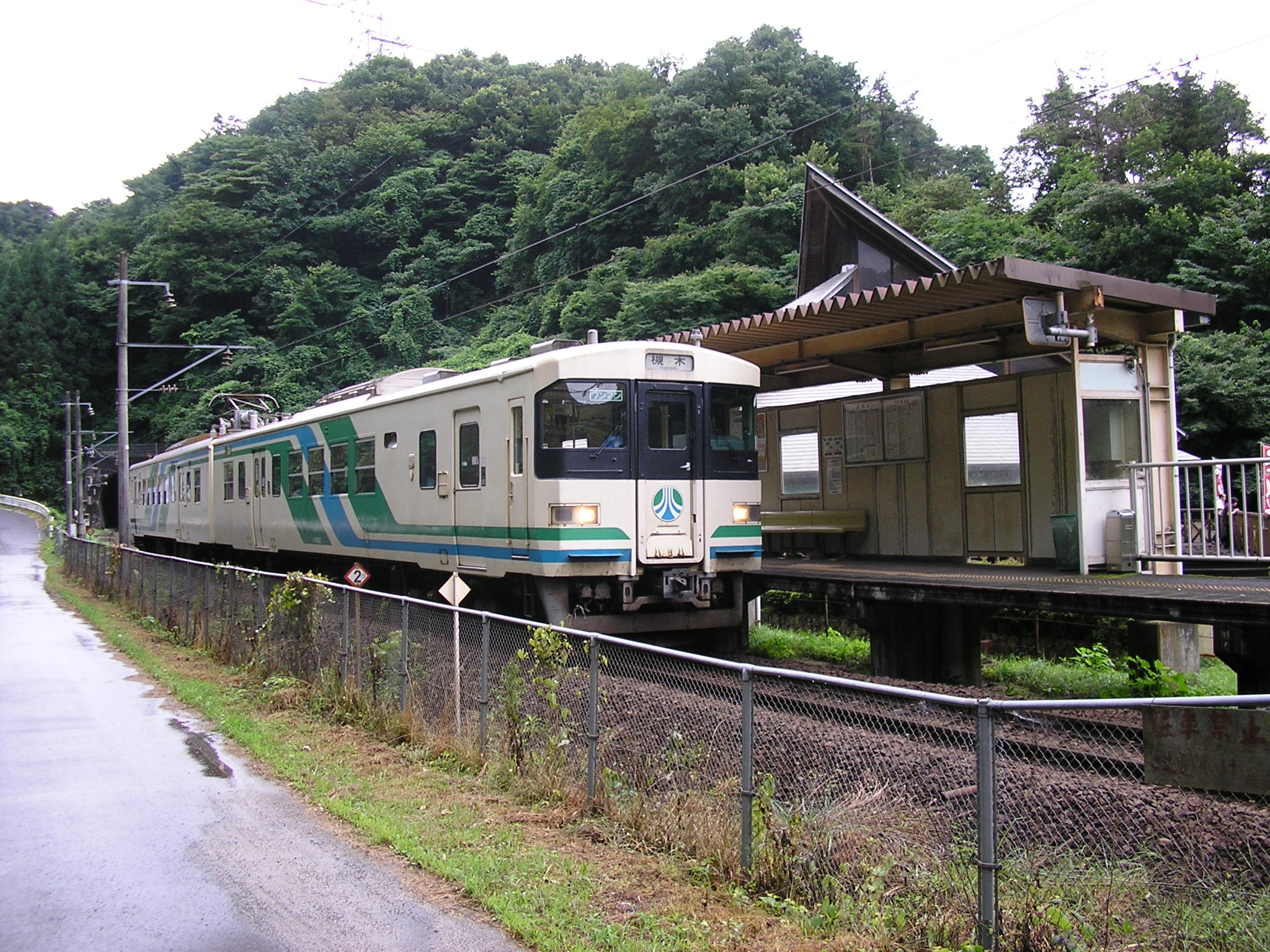
既開業区間が特定地方交通線に指定されたため一時建設が凍結された公団C線の丸森線福島 - 丸森間。阿武隈急行が引き受け、A線として建設が再開された。

日本鉄道建設公団（にほんてつどうけんせつこうだん、英称 : Japan Railway Construction Public Corporation、英略称：JRCC）は、かつて日本国有鉄道（国鉄）などの鉄道建設事業を行っていた国土交通省所管の特殊法人である。日本鉄道建設公団法に基づき1964年（昭和39年）3月23日に発足し、特殊法人改革により2003年（平成15年）10月1日に解散した。その業務は独立行政法人鉄道建設・運輸施設整備支援機構に承継された。公式な略称は鉄道公団（てつどうこうだん）だが、メディアや社会一般では鉄建公団（てっけんこうだん）とも通称された。
1960年代初頭、国鉄は東海道新幹線など主要幹線や首都圏の輸送増強策に伴う過大な経営・組織上の負担がネックとなって、地方の新線整備が進まない事態となった。また、日本国有鉄道諮問委員会が提出した「国鉄経営の在り方についての答申書」においては、国の政策による「出来上がっても儲けにならない線区を国家の要請によつて国鉄が作るもの〔ママ〕」の負担が、今後の経営に深刻な影響を与える要因の一つになると警告していた。
政府はこれに対して、地方の新線建設を積極的に推進するため、「鉄道の建設等を推進することにより鉄道交通網の整備を図り、もって経済基盤の強化と地域格差の是正に寄与する」ことを目的とする鉄道公団を新設することで国鉄から新線建設事業を切り離した。公団の工事線は、地方開発線（A線）、地方幹線（B線）、主要幹線（C線）、大都市交通線（D線）、海峡連絡線（青函トンネル、E線）、新幹線（G線）、民鉄線（P線）及び都市鉄道線の8つに区分され、完成した路線は公団が国鉄や民営鉄道事業者に貸し付けた。
なお公団発足から2年後の1966年（昭和41年）には、国鉄決算は赤字に転落しており、国鉄解散まで一度も黒字浮上することはなかった。

## 歴史
公団発足にあたっては当時自由民主党の有力議員で、鉄道による国土開発を積極的に主張していた田中角栄が大きく関与したとされる。特にAB線は政治的意向を反映したいわゆる「我田引鉄」の温床となり、国鉄の累積債務増大の主な原因となった。

### 国鉄時代

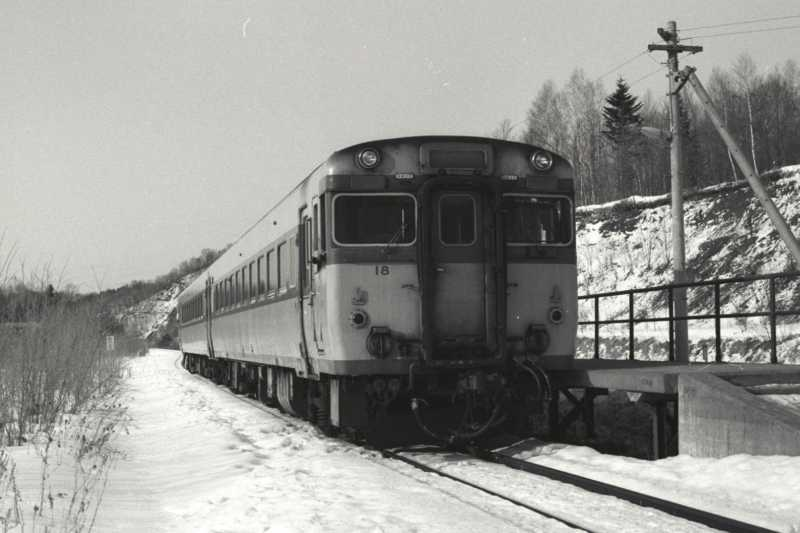
国鉄が運営を拒否した白糠線延長区間。佐々木秀世運輸大臣（第1次田中角栄内閣）の命令で1972年（昭和47年）に国鉄に移管されたが、わずか11年で廃止された。写真は白糠線延長区間の終点である北進駅。

国鉄に代わって新線建設を行い、完成した鉄道施設を国鉄に貸し付けまたは譲渡することを目的として、1964年（昭和39年）2月29日の日本鉄道建設公団法の公布に伴い、1964年（昭和39年）3月23日に国と国鉄の出資で発足した。建設事業は運輸省の鉄道建設審議会の諮問に基づいて運輸大臣が指示する基本計画に従って行うこととされ、工事線62線、調査線3線の計65線が示された。1970年（昭和45年）5月18日には全国新幹線鉄道整備法の公布に伴い、新幹線の建設事業（国鉄と公団が合同で整備）、1972年（昭和47年）6月9日には公団法の一部改正に伴い、東京都、大阪市、名古屋市とその周辺の民営鉄道（民鉄）線の建設事業も追加された。一方、1970年（昭和45年）7月1日には本四淡路線と本四備讃線の調査業務が本州四国連絡橋公団に移管された。
なお公団発足後も山陽新幹線や東北新幹線（盛岡以南）、埼京線、中央本線塩嶺トンネル、貨物線（未成線では南方貨物線）の路線建設、そして千歳線など一部路線の線路付け替えなどは国鉄自らが行っている。
国鉄は1968年（昭和43年）、慢性的な赤字に陥っている全国83路線（いわゆる「赤字83線」）を廃止する方針を決めたものの、一方で公団が建設する新しい赤字ローカル線を次々と引き受けさせられる事態となった。建設路線の大半を占めた地方開発線及び地方幹線（AB線）は計画段階から黒字が見込めないローカル線で、完成後は国鉄に無償貸し付けまたは譲渡されたが、国鉄の経営を圧迫する基となった。
1970年（昭和45年）10月に完成したA線の白糠線上茶路 - 釧路二股（のち北進）間のように、開業しても膨大な赤字が避けられないとして国鉄側が路線の引き受けを拒否したにもかかわらず、政府が強制的に国鉄に移管させた例（1972年9月8日開業、1983年10月23日全区間廃止）や、油須原線のように国鉄が引き受け拒否を貫いて、未開業のまま終わったケースもあった。
1979年（昭和54年）、不正経理問題が発覚し、川島広守総裁が引責辞任、後任には仁杉巌西武鉄道副社長（鉄建公団総裁退任後、第9代国鉄総裁）が就任した。

### 国鉄再建法
1980年（昭和55年）12月27日、国鉄再建法施行に伴い、運輸省は同法の特定地方交通線基準に準じ、開業後見込まれる輸送密度が1日当たり4,000人未満の路線については、受け皿となる第三セクターなど国鉄以外の運営主体がない限り建設を凍結することを決めた。このため鹿島線のうち鹿島新線として計画された区間（現在の鹿島臨海鉄道大洗鹿島線）および内山線（現在のJR四国予讃線向井原 - 内子間および新谷 - 伊予大洲間）以外の工事中AB線38線区はすべて工事が凍結された。
凍結されたAB線のうち、工事着工率が50%以上で、のち開業を果たした線区一覧 
樽見線、鷹角線、阿佐東線、久慈線、盛線、智頭線、野岩線、宿毛線、阿佐西線（後免 - 奈半利）、井原線、北越北線、宮福線
凍結されたAB線のうち、工事着工率が50%以上で工事再開されなかった線区一覧
美幸線（仁宇布 - 北見枝幸）、白糠線（北進 - 足寄）、名羽線、興浜線、佐久間線、阪本線、今福線、岩日北線、油須原線、呼子線、高千穂線（高千穂 - 高森）
他に凍結されたA線である岩内線（岩内 - 黒松内）、紅葉山線（占冠 - 金山。紅葉山 - 占冠は石勝線として開業）、狩勝線（日高町 - 占冠。占冠 - 上落合は石勝線、上落合 - 新得は根室本線として開業）、芦別線、北十勝線、根北線（越川 - 根室標津。斜里 - 越川は既に廃止）、小本線（岩泉 - 小本）、下呂線、岡多線（瀬戸 - 多治見）、氷見線（氷見 - 羽咋）、越美線（九頭竜湖 - 北濃）、小鶴線、南勝線、阿佐線（甲浦 - 奈半利）、北松線、小国線（宮原線参照）、B線の中津川線、C線の丸森線や、1984年凍結のCD線である岡多線、瀬戸線、当時凍結済みの整備新幹線、成田新幹線については当該項目を参照。これらの中にも開業または活用された線区がある。

### 国鉄民営化後
1987年（昭和62年）9月26日には、国鉄分割民営化により、東北新幹線（盛岡以北）と九州新幹線の建設主体及び関係職員が、一時JR東日本・JR九州を経て、公団に引き継がれた。
1998年（平成10年）10月22日には、日本国有鉄道清算事業団法の廃止により日本国有鉄道清算事業団が同日をもって解散となったことから、それ以降、同事業団の業務は固定資産やJR株式などの処分資産だけを当公団が承継し、当公団内に国鉄清算事業本部（特例勘定）を設置した。なお、従来からの建設公団業務は、一般勘定となった。償還スキームが破綻した清算事業団の国鉄長期債務は、公団には引き継がれず、政府の一般会計に組み込まれ、60年間の国民負担で処理されている。
2001年（平成13年）3月現在の職員数は約1800人であった。国の特殊法人改革の一環で、2002年（平成14年）12月18日の独立行政法人鉄道建設・運輸施設整備支援機構法の公布に伴い、2003年（平成15年）10月1日付で解散し、同日、運輸施設整備事業団と統合されて設立された独立行政法人鉄道建設・運輸施設整備支援機構に業務が承継された。

## 組織
| 役員組織           | 本社部局             | 支社など         |
| ------------------ | -------------------- | ---------------- |
| 総裁               | 審議役               | 盛岡支社         |
| 副総裁             | 監査室               | 東京支社         |
| 理事               | 企画室               | 関東支社         |
| 理事               | 総務部               | 大阪支社         |
|                    | 経理部               | 札幌工事事務所   |
|                    | 用地部               | 北陸新幹線建設局 |
| 計画部             | 北陸新幹線第二建設局 |                  |
| 工務部             | 九州新幹線建設局     |                  |
| 設備部             | 名古屋建設局         |                  |
| 新幹線部           |                      |                  |
| リニア実験線建設室 |                      |                  |
| 電気部             |                      |                  |
| 設計技術室         |                      |                  |
| 民鉄線部           |                      |                  |

1. ↑  変電設備、電車線路設備、電灯電力設備、通信設備などを担当。

### 歴代総裁
出典：『写真で見る日本鉄道建設公団の歩み』
- 太田利三郎（1964年3月‐1967年3月）
- 綾部健太郎（1967年3月‐1970年3月）
- 篠原武司（1970年3月‐1979年3月）
- 川島広守（1979年3月‐1979年10月）
- 仁杉巌（1979年10月‐1983年12月）
- 内田隆滋（1983年12月‐1987年10月）
- 永井浩（1987年10月‐1989年7月）
- 岡田宏（1989年7月‐1992年5月）
- 棚橋泰（1992年5月‐1993年6月）
- 塩田澄夫（1993年6月‐1999年1月）
- 豊田実（1999年1月‐2001年8月）
- 松尾道彦（2001年9月‐2003年3月）
- 小森博（2003年3月‐2003年9月）

## 開業実績
- 駅名等は計画時点の名称で記載している。

### AB線（地方における開発等のための鉄道）
AB線は無償資金を財源として建設が行われ、完成後は鉄道施設を国鉄に無償で貸付けていた。しかし、国鉄の経営悪化に伴い、こうした鉄道公団によるAB線建設は、国鉄再建法が施行された1980年（昭和55年）に運輸省が建設凍結を決めたことで事実上終了した。
2024年3月28日時点で、国鉄が公団から引き受けて開業したAB線25線区のうち、JRに承継され現存する線区は半数以下の10線区にとどまっている。5線区が国鉄分割民営化までに廃止され、7線区が第三セクターに承継されたが、その後三セク承継3線区とJR承継3線区が廃止、JR承継1線区が一部BRT（バス高速輸送システム）に転換された。一方、工事途中で凍結された未成線区のうち14線区は、国鉄に代わる受け皿の第三セクターが設立されて工事が再開され、2002年（平成14年）までにすべて建設が終了した。
| 線名      | 区間                | 建設 延長 (km) | 営業 延長 (km) | 開業年月日     | 事業者の変遷                                                                   | 種別   | 過去/廃止時の線名                                     | 現状 2024年3月28日時点                                |
| --------- | ------------------- | -------------- | -------------- | -------------- | ------------------------------------------------------------------------------ | ------ | ----------------------------------------------------- | ----------------------------------------------------- |
| 生橋線    | 雫石 - 赤渕         | 6.0            | 6.0            | 1964年9月10日  | 国鉄→JR東日本                                                                  | 承継線 | 橋場線                                                | 田沢湖線                                              |
| 生橋線    | 赤渕 - 田沢湖       | 18.0           | 18.1           | 1966年10月20日 | 国鉄→JR東日本                                                                  | 承継線 |                                                       | 田沢湖線                                              |
| 能登線    | 松波 - 蛸島         | 15.0           | 14.6           | 1964年9月21日  | 国鉄→JR西日本→のと鉄道                                                         | 譲渡線 | 能登線                                                | 2005年4月1日廃止                                      |
| 美幸線    | 美深 - 仁宇布       | 21.0           | 21.2           | 1964年10月5日  | 国鉄                                                                           | 承継線 | 美幸線                                                | 1985年9月17日廃止                                     |
| 白糠線    | 白糠 - 上茶路       | 26.0           | 25.2           | 1964年10月7日  | 国鉄                                                                           | 承継線 | 白糠線                                                | 1983年10月23日廃止                                    |
| 白糠線    | 上茶路 - 北進       | 8.0            | 7.9            | 1972年9月8日   | 国鉄                                                                           | 承継線 | 白糠線                                                | 1983年10月23日廃止                                    |
| 辺富内線  | 振内 - 日高町       | 24.0           | 24.1           | 1964年11月5日  | 国鉄                                                                           | 承継線 | 富内線                                                | 1986年11月1日廃止                                     |
| 油須原線  | 漆生 - 豊前川崎     | 17.0           | 12.9           | 1966年3月10日  | 国鉄→JR九州（上山田線）                                                        | 承継線 | 漆生線（漆生 - 下山田） 上山田線（上山田 - 豊前川崎） | 1986年4月1日漆生線廃止 1988年9月1日上山田線廃止       |
| 神岡線    | 猪谷 - 神岡         | 20.0           | 20.3           | 1966年11月6日  | 国鉄→神岡鉄道                                                                  | 承継線 | 神岡線                                                | 2006年12月1日廃止                                     |
| 篠栗線    | 篠栗 - 桂川         | 16.0           | 14.8           | 1968年5月25日  | 国鉄→JR九州                                                                    | 承継線 |                                                       | 篠栗線                                                |
| 気仙沼線  | 前谷地 - 柳津       | 18.0           | 17.5           | 1968年10月24日 | 国鉄→JR東日本                                                                  | 承継線 | 柳津線                                                | 気仙沼線                                              |
| 気仙沼線  | 柳津 - 本吉         | 34.0           | 34.0           | 1977年12月11日 | 国鉄→JR東日本                                                                  | 承継線 | 気仙沼線                                              | 2020年4月1日廃止                                      |
| 本郷線    | 加計 - 三段峡       | 14.0           | 14.2           | 1969年7月27日  | 国鉄→JR西日本                                                                  | 承継線 | 可部線                                                | 2003年12月1日廃止                                     |
| 盛線      | 盛 - 綾里           | 9.0            | 9.0            | 1970年3月1日   | 国鉄→三陸鉄道                                                                  | 承継線 | 盛線                                                  | 南リアス線（リアス線）                                |
| 盛線      | 綾里 - 吉浜         | 13.0           | 12.5           | 1973年7月1日   | 国鉄→三陸鉄道                                                                  | 承継線 | 盛線                                                  | 南リアス線（リアス線）                                |
| 盛線(2)   | 吉浜 - 釜石         | 15.0           | 15.0           | 1984年4月1日   | 三陸鉄道                                                                       | 承継線 |                                                       | 南リアス線（リアス線）                                |
| 鹿島線    | 香取 - 鹿島神宮     | 14.0           | 14.2           | 1970年8月20日  | 国鉄→JR東日本                                                                  | 貸付線 |                                                       | 鹿島線                                                |
| 鹿島線    | 鹿島神宮 - 北鹿島   | 3.0            | 3.2            | 1970年11月12日 | 国鉄→JR東日本                                                                  | 貸付線 |                                                       | 鹿島線                                                |
| 鹿島線(2) | 水戸 - 北鹿島       | 53.0           | 53.0           | 1985年3月14日  | 鹿島臨海鉄道                                                                   | 承継線 |                                                       | 大洗鹿島線                                            |
| 中村線    | 土佐佐賀 - 中村     | 23.0           | 22.7           | 1970年10月1日  | 国鉄→JR四国→土佐くろしお鉄道                                                   | 承継線 |                                                       | 中村線                                                |
| 鷹角線    | 角館 - 松葉         | 19.0           | 19.2           | 1970年11月1日  | 国鉄→秋田内陸縦貫鉄道                                                          | 承継線 | 角館線→秋田内陸北線                                   | 秋田内陸線                                            |
| 鷹角線(2) | 比立内 - 松葉       | 29.0           | 29.3           | 1989年4月1日   | 秋田内陸縦貫鉄道                                                               | 承継線 |                                                       | 秋田内陸線                                            |
| 嬬恋線    | 長野原 - 大前       | 13.0           | 13.3           | 1971年3月7日   | 国鉄→JR東日本                                                                  | 承継線 |                                                       | 吾妻線                                                |
| 只見中線  | 只見 - 大白川       | 20.0           | 20.8           | 1971年8月29日  | 国鉄→JR東日本                                                                  | 承継線 |                                                       | 只見線                                                |
| 小本線    | 浅内 - 岩泉         | 7.0            | 7.4            | 1972年2月6日   | 国鉄→JR東日本                                                                  | 承継線 | 岩泉線                                                | 2014年4月1日廃止                                      |
| 久慈線    | 宮古 - 田老         | 13.0           | 12.8           | 1972年2月27日  | 国鉄→三陸鉄道                                                                  | 承継線 | 宮古線                                                | 北リアス線（リアス線）                                |
| 久慈線    | 久慈 - 普代         | 26.0           | 26.0           | 1975年7月20日  | 国鉄→三陸鉄道                                                                  | 承継線 | 久慈線                                                | 北リアス線（リアス線）                                |
| 久慈線(2) | 田老 - 普代         | 31.0           | 32.2           | 1984年4月1日   | 三陸鉄道                                                                       | 承継線 |                                                       | 北リアス線（リアス線）                                |
| 高千穂線  | 日ノ影 - 高千穂     | 13.0           | 12.5           | 1972年7月22日  | 国鉄→JR九州→高千穂鉄道                                                         | 承継線 | 高千穂線                                              | 2008年12月28日廃止                                    |
| 国分線    | 国分 - 海潟温泉     | 34.0           | 33.5           | 1972年9月9日   | 国鉄                                                                           | 承継線 | 大隅線                                                | 1987年3月14日廃止                                     |
| 越美線    | 勝原 - 九頭竜湖     | 10.0           | 10.2           | 1972年12月15日 | 国鉄→JR西日本                                                                  | 承継線 |                                                       | 越美北線                                              |
| 阿佐線    | 牟岐 - 海部         | 12.0           | 11.6           | 1973年10月1日  | 国鉄→JR四国 →阿佐海岸鉄道（阿波海南 - 海部）                                   | 承継線 | 牟岐線（阿波海南 - 海部）                             | 牟岐線（牟岐 - 阿波海南） 阿佐東線（阿波海南 - 海部） |
| 阿佐線    | 海部 - 甲浦         | 9.0            | 8.5            | 1992年3月26日  | 阿佐海岸鉄道                                                                   | 承継線 |                                                       | 阿佐東線                                              |
| 阿佐線    | 後免 - 奈半利       | 43.0           | 42.7           | 2002年7月1日   | 土佐くろしお鉄道                                                               | 譲渡線 |                                                       | 阿佐線（ごめん・なはり線）                            |
| 窪江線    | 江川崎 - 川奥（信） | 39.0           | 39.2           | 1974年3月1日   | 国鉄→JR四国                                                                    | 承継線 |                                                       | 予土線                                                |
| 三江線    | 口羽 - 浜原         | 30.0           | 29.6           | 1975年8月31日  | 国鉄→JR西日本                                                                  | 承継線 | 三江線                                                | 2018年4月1日廃止                                      |
| 内山線    | 向井原 - 内子       | 24.0           | 23.5           | 1986年3月3日   | 国鉄→JR四国                                                                    | 承継線 | 予讃本線                                              | 予讃線                                                |
| 野岩線    | 会津高原 - 新藤原   | 31.0           | 30.7           | 1986年10月9日  | 野岩鉄道                                                                       | 承継線 |                                                       | 会津鬼怒川線                                          |
| 丸森線(2) | 福島 - 丸森         | 38.0           | 37.5           | 1988年7月1日   | 阿武隈急行                                                                     | 承継線 |                                                       | 阿武隈急行線                                          |
| 宮福線    | 宮津 - 福知山       | 31.0           | 30.4           | 1988年7月16日  | 北近畿タンゴ鉄道（第一種） →北近畿タンゴ鉄道（第三種） WILLER TRAINS（第二種） | 承継線 |                                                       | 宮福線                                                |
| 樽見線    | 神海 - 樽見         | 11.0           | 10.9           | 1989年3月25日  | 樽見鉄道                                                                       | 承継線 |                                                       | 樽見線                                                |
| 智頭線    | 上郡 - 智頭         | 56.0           | 56.1           | 1994年12月3日  | 智頭急行                                                                       | 承継線 |                                                       | 智頭線                                                |
| 北越北線  | 六日町 - 犀潟       | 59.0           | 59.5           | 1997年3月22日  | 北越急行                                                                       | 承継線 |                                                       | ほくほく線                                            |
| 宿毛線    | 宿毛 - 中村         | 23.0           | 23.6           | 1997年10月1日  | 土佐くろしお鉄道                                                               | 承継線 |                                                       | 宿毛線                                                |
| 井原線    | 総社 - 神辺         | 42.0           | 41.7           | 1999年1月11日  | 井原鉄道                                                                       | 譲渡線 |                                                       | 井原線                                                |

### CD線（主要幹線及び大都市における鉄道）
CD線は公団が路線を建設し、国鉄に有償で貸し付けていた。国鉄民営化にあたってその大部分はJRに貸付もしくは承継されたが、一部線区は第三セクターに承継された。民営化後も京葉線や瀬戸線の建設が続けられた。貸付線については貸付期間が経過した後、鉄道施設は有償で譲渡される。貸付料の基準は、建設に要した費用のうち借入れに係る部分を国土交通大臣が指定する期間（40年間）および利率による元利均等半年賦償還と租税および管理費等である。譲渡代金は、建設に要した費用から、鉄道事業者が既に支払った貸付料の合計額を減じた額である。
| 線名      | 区間                | 建設 延長 (km) | 営業 延長 (km) | 開業年月日    | 事業者の変遷                              | 種別   | 過去/廃止時の線名 | 現状 2024年4月1日時点 |
| --------- | ------------------- | -------------- | -------------- | ------------- | ----------------------------------------- | ------ | ----------------- | --------------------- |
| 根岸線    | 桜木町 - 磯子       | 7.0            | 7.5            | 1964年5月19日 | 国鉄→JR東日本                             | 貸付線 |                   | 根岸線                |
| 根岸線    | 磯子 - 洋光台       | 4.0            | 4.6            | 1970年3月17日 | 国鉄→JR東日本                             | 貸付線 |                   | 根岸線                |
| 根岸線    | 洋光台 - 大船       | 8.0            | 8.0            | 1973年4月9日  | 国鉄→JR東日本                             | 貸付線 |                   | 根岸線                |
| 落合線    | 落合 - 上落合（信） | 4.0            | 4.0            | 1966年9月30日 | 国鉄→JR北海道                             | 承継線 | 根室本線          | 2024年4月1日廃止      |
| 狩勝線    | 新得 - 上落合（信） | 25.0           | 24.1           | 1966年9月30日 | 国鉄→JR北海道                             | 承継線 |                   | 石勝線                |
| 狩勝線    | 上落合（信） - 占冠 | 31.0           | 31.0           | 1981年10月1日 | 国鉄→JR北海道                             | 承継線 |                   | 石勝線                |
| 丸森線    | 槻木 - 丸森         | 17.0           | 17.4           | 1968年4月1日  | 国鉄→阿武隈急行                           | 承継線 | 丸森線            | 阿武隈急行線          |
| 岡多線    | 岡崎 - 北野桝塚     | 9.0            | 8.7            | 1970年10月1日 | 国鉄→JR東海→愛知環状鉄道                  | 承継線 | 岡多線            | 愛知環状鉄道線        |
| 岡多線    | 北野桝塚 - 新豊田   | 11.0           | 10.8           | 1976年4月26日 | 国鉄→JR東海→愛知環状鉄道                  | 承継線 | 岡多線            | 愛知環状鉄道線        |
| 岡多線(2) | 新豊田 - 瀬戸       | 20.0           | 19.6           | 1988年1月31日 | 愛知環状鉄道                              | 承継線 |                   | 愛知環状鉄道線        |
| 浦上線    | 喜々津 - 浦上       | 16.0           | 16.8           | 1972年10月2日 | 国鉄→JR九州                               | 承継線 |                   | 長崎本線              |
| 武蔵野線  | 新松戸 - 府中本町   | 75.0           | 75.4           | 1973年4月1日  | 国鉄→JR東日本                             | 貸付線 |                   | 武蔵野線              |
| 武蔵野線  | 新鶴見 - 府中本町   | 22.0           | 22.3           | 1976年3月1日  | 国鉄→JR東日本                             | 貸付線 |                   | 武蔵野線              |
| 伊勢線    | 南四日市 - 河原田   | 4.0            | 3.7            | 1973年9月1日  | 国鉄→JR東海                               | 貸付線 |                   | 関西本線              |
| 伊勢線(2) | 河原田 - 津         | 22.0           | 22.3           | 1973年9月1日  | 国鉄→伊勢鉄道                             | 承継線 |                   | 伊勢線                |
| 京葉線    | 塩浜操 - 東京（タ） | 8.0            | 7.6            | 1967年3月25日 | 国鉄→JR東日本                             | 貸付線 |                   | 東海道貨物線          |
| 京葉線    | 千葉（タ） - 都川   | 4.0            | 4.3            | 1975年5月10日 | 国鉄→JR東日本                             | 貸付線 | 京葉線            |                       |
| 京葉線    | 都川 - 蘇我         | 2.0            | 2.0            | 1986年1月21日 | 国鉄→JR東日本                             | 貸付線 | 京葉線            |                       |
| 京葉線    | 西船橋 - 千葉（タ） | 15.0           | 15.4           | 1986年3月3日  | 国鉄→JR東日本                             | 貸付線 | 京葉線            |                       |
| 京葉線    | 新木場 - 西船橋     | 16.0           | 16.1           | 1988年12月1日 | JR東日本                                  | 貸付線 | 京葉線            |                       |
| 京葉線    | 東京 - 新木場       | 7.0            | 7.4            | 1990年3月10日 | JR東日本                                  | 貸付線 | 京葉線            |                       |
| 湖西線    | 山科 - 近江塩津     | 77.0           | 74.1           | 1974年7月20日 | 国鉄→JR西日本                             | 貸付線 |                   | 湖西線                |
| 小金線    | 新松戸 - 西船橋     | 15.0           | 15.0           | 1978年10月2日 | 国鉄→JR東日本                             | 貸付線 |                   | 武蔵野線              |
| 紅葉山線  | 新夕張 - 占冠       | 18.0           | 17.6           | 1981年10月1日 | 国鉄→JR北海道                             | 承継線 |                   | 石勝線                |
| 追分線    | 千歳空港 - 追分     | 18.0           | 17.6           | 1981年10月1日 | 国鉄→JR北海道                             | 承継線 |                   | 石勝線                |
| 呼子線    | 虹ノ松原 - 唐津     | 7.0            | 5.1            | 1983年3月22日 | 国鉄→JR九州                               | 承継線 |                   | 筑肥線                |
| 瀬戸線    | 瀬戸 - 高蔵寺       | 6.0            | 6.2            | 1988年1月31日 | 愛知環状鉄道                              | 承継線 |                   | 愛知環状鉄道線        |
| 瀬戸線    | 勝川 - 尾張星の宮   | 10.0           | 9.3            | 1991年12月1日 | JR東海（第一種） JR東海交通事業（第二種） | 貸付線 |                   | 城北線                |
| 瀬戸線    | 尾張星の宮 - 枇杷島 | 2.0            | 1.9            | 1993年3月18日 | JR東海（第一種） JR東海交通事業（第二種） | 貸付線 |                   | 城北線                |

### E線（海峡線鉄道）
青函トンネルを含む津軽海峡線は公団が鉄道施設を建設・保有し、JR北海道は租税および管理費を支払う。
| 線名       | 区間            | 建設 延長 (km) | 営業 延長 (km) | 開業年月日    | 事業者の変遷 | 種別   | 現状 2024年3月28日時点 |
| ---------- | --------------- | -------------- | -------------- | ------------- | ------------ | ------ | ---------------------- |
| 津軽海峡線 | 中小国 - 木古内 | 87.8           | 87.8           | 1988年3月13日 | JR北海道     | 貸付線 | 海峡線                 |

### G線（新幹線鉄道）
全国新幹線鉄道整備法に基づく整備計画のうち、公団が建設主体として指名された路線の建設を行った。公団は昭和47年の整備計画において上越新幹線、成田新幹線、昭和48年整備計画（整備新幹線）において北陸新幹線、北海道新幹線の建設主体とされた。
上越新幹線は公団が建設主体として建設を行い国鉄が運営していたが、国鉄分割民営化の際に新幹線鉄道保有機構が鉄道施設を保有し、JRにリースする方式となった。その後、新幹線鉄道保有機構は解散し、上越新幹線の鉄道施設はJR東日本に有償で譲渡された。成田新幹線は着工したものの、成田空港周辺を除いて建設工事が進展できず、国鉄分割民営化と同時に整備計画が失効した。
国鉄民営化後、国鉄を承継したJRが建設主体とされた整備新幹線である東北新幹線盛岡以北および九州新幹線の建設主体を引き受けた。北陸新幹線および東北新幹線盛岡以北の区間は、公団が建設主体として建設し、完成後は鉄道施設を保有して営業主体に貸付けを行い、貸付料を収受する（上下分離方式）。貸付料の基準は、受益の額（新幹線鉄道の開業により営業主体に発生する受益（30年間））を基準としたものに租税および管理費を加えた額である。

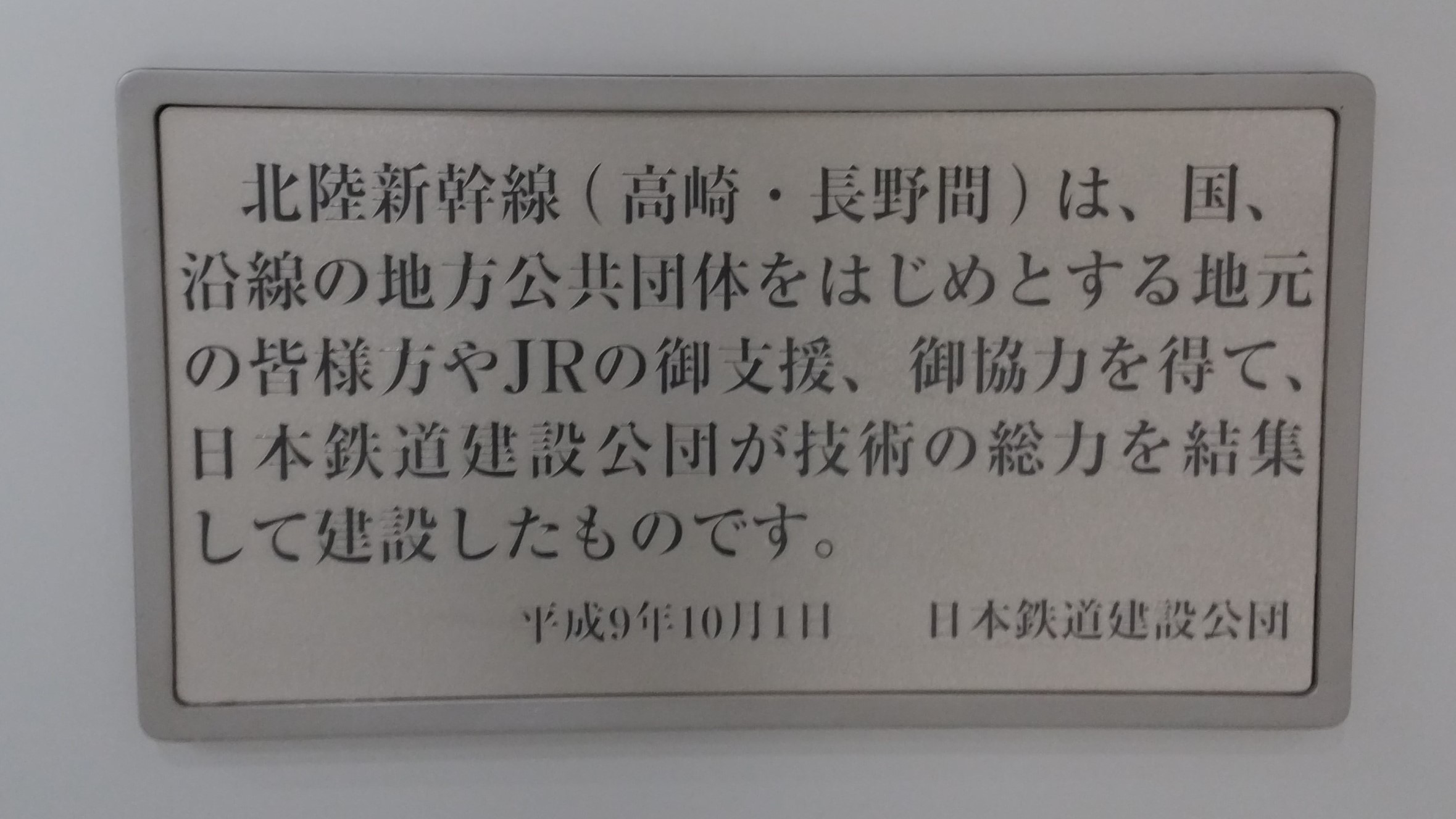
北陸新幹線長野駅の銘板

| 線名       | 区間        | 建設 延長 (km) | 営業 延長 (km) | 開業年月日     | 事業者の変遷  | 種別   | 現状 2024年3月28日時点 |
| ---------- | ----------- | -------------- | -------------- | -------------- | ------------- | ------ | ---------------------- |
| 上越新幹線 | 大宮 - 新潟 | 275.4          | 303.6          | 1982年11月15日 | 国鉄→JR東日本 | 承継線 | 上越新幹線             |
| 北陸新幹線 | 高崎 - 長野 | 125.7          | 117.4          | 1997年10月1日  | JR東日本      | 貸付線 | 北陸新幹線             |
| 東北新幹線 | 盛岡 - 八戸 | 94.5           | 96.6           | 2002年12月1日  | JR東日本      | 貸付線 | 東北新幹線             |

### P線（大都市における民営鉄道）
東京、大阪、名古屋の三大都市圏において民鉄線の新設または大規模改良工事を公団が施工し、完成後は事業者に譲渡する。譲渡代金は国土交通大臣の指定する期間（25年間）、元利均等半年賦償還で管理費等を加えた額を支払う。なおP線制度では、公団が発行した債券または借入金の利子のうち5％を上回る部分に対して国と地方公共団体が2分の1ずつ利子補給をする。利子補給期間は25年（ニュータウン新線の場合は15年）である。特殊法人改革の際に都市鉄道線および民鉄線等事業については現在実施中の事業に限定し、新たな路線の新規採択は行わないこととされた。
| 線名                  | 区間                                  | 建設 延長 (km) | 営業 延長 (km) | 開業年月日     | 事業者の変遷                                                                                  | 備考      | 過去の線名           | 現状 2024年3月28日時点   |
| --------------------- | ------------------------------------- | -------------- | -------------- | -------------- | --------------------------------------------------------------------------------------------- | --------- | -------------------- | ------------------------ |
| 多摩線                | 新百合ヶ丘 - 小田急永山               | 7.5            | 6.8            | 1974年6月1日   | 小田急電鉄                                                                                    |           |                      | 多摩線                   |
| 多摩線                | 小田急永山 - 小田急多摩センター       | 2.6            | 2.3            | 1975年4月23日  | 小田急電鉄                                                                                    |           |                      | 多摩線                   |
| 多摩線(2)             | 小田急多摩センター - 唐木田           | 1.7            | 1.5            | 1990年3月27日  | 小田急電鉄                                                                                    |           |                      | 多摩線                   |
| 相模原線              | 京王よみうりランド - 京王多摩センター | 10.2           | 9.8            | 1974年10月18日 | 京王帝都電鉄 （京王電鉄）                                                                     |           |                      | 相模原線                 |
| 相模原線(2)           | 京王多摩センター - 南大沢             | 4.9            | 4.5            | 1988年5月21日  | 京王帝都電鉄 （京王電鉄）                                                                     |           |                      | 相模原線                 |
| 相模原線(2)           | 南大沢 - 橋本                         | 3.9            | 4.4            | 1990年3月30日  | 京王帝都電鉄 （京王電鉄）                                                                     |           |                      | 相模原線                 |
| 田園都市線            | 渋谷 - 二子玉川園                     | 9.6            | 9.4            | 1977年4月7日   | 東京急行電鉄 （東急電鉄）                                                                     |           | 新玉川線             | 田園都市線               |
| 小田原線              | 代々木上原 - 東北沢                   | 0.5            | 0.7            | 1978年3月31日  | 小田急電鉄                                                                                    | 複々線化  |                      | 小田原線                 |
| 小田原線(2)           | 成城学園前 - 和泉多摩川               | 2.3            | 2.8            | 1995年4月25日  | 小田急電鉄                                                                                    | 複々線化  |                      | 小田原線                 |
| 小田原線(2)           | 成城学園前 - 和泉多摩川               | (2.3)          | (2.8)          | 1997年4月1日   | 小田急電鉄                                                                                    | 複々線化  |                      | 小田原線                 |
| 小田原線(2)           | 千歳船橋 - 祖師ヶ谷大蔵               | 0.8            | 1.4            | 1997年12月7日  | 小田急電鉄                                                                                    | 複々線化  |                      | 小田原線                 |
| 小田原線(2)           | 豪徳寺 - 千歳船橋                     | 0.6            | 2.2            | 1998年11月1日  | 小田急電鉄                                                                                    | 複々線化  |                      | 小田原線                 |
| 小田原線(2)           | 千歳船橋 - 成城学園前                 | 1.2            | 1.0            | 1999年4月1日   | 小田急電鉄                                                                                    | 複々線化  |                      | 小田原線                 |
| 小田原線(2)           | 千歳船橋 - 成城学園前                 | (1.2)          | (1.0)          | 2000年6月11日  | 小田急電鉄                                                                                    | 複々線化  |                      | 小田原線                 |
| 小田原線(2)           | 豪徳寺 - 千歳船橋                     | (0.6)          | (2.2)          | 2000年6月11日  | 小田急電鉄                                                                                    | 複々線化  |                      | 小田原線                 |
| 小田原線(2)           | 経堂 - 祖師ヶ谷大蔵                   | 1.1            | (2.6)          | 2001年10月28日 | 小田急電鉄                                                                                    | 複々線化  |                      | 小田原線                 |
| 小田原線(2)           | 世田谷代田 - 千歳船橋                 | 1.6            | 1.4            | 2002年3月31日  | 小田急電鉄                                                                                    | 複々線化  |                      | 小田原線                 |
| 小田原線(2)           | 千歳船橋 - 成城学園前                 | (1.2)          | (2.4)          | 2002年3月31日  | 小田急電鉄                                                                                    | 複々線化  |                      | 小田原線                 |
| 小田原線(2)           | 祖師ヶ谷大蔵 - 喜多見                 | 1.0            | (2.1)          | 2002年3月31日  | 小田急電鉄                                                                                    | 複々線化  |                      | 小田原線                 |
| 小田原線(2)           | 経堂 - 祖師ヶ谷大蔵                   | (1.1)          | (2.6)          | 2002年12月15日 | 小田急電鉄                                                                                    | 複々線化  |                      | 小田原線                 |
| 小田原線(2)           | 世田谷代田 - 経堂                     | (1.6)          | (2.4)          | 2002年12月15日 | 小田急電鉄                                                                                    | 複々線化  |                      | 小田原線                 |
| 瀬戸線                | 栄町 - 東大手                         | 1.6            | 1.5            | 1978年8月20日  | 名古屋鉄道                                                                                    |           |                      | 瀬戸線                   |
| 京王線                | 新宿 - 笹塚                           | 3.9            | 3.6            | 1978年10月31日 | 京王帝都電鉄 （京王電鉄）                                                                     | 複々線化  |                      | 京王線                   |
| 北総線                | 北初富 - 小室                         | 7.9            | 7.9            | 1979年3月9日   | 北総開発鉄道 （北総鉄道）                                                                     | [ 注 12 ] | 北総線 →北総・公団線 | 北総線                   |
| 北総線(2)             | 京成高砂 - 新鎌ヶ谷                   | 11.7           | 12.7           | 1991年3月31日  | 北総開発鉄道 （北総鉄道）                                                                     |           | 北総・公団線         | 北総線                   |
| 豊田線                | 黒笹 - 梅坪                           | 8.1            | 8.1            | 1979年7月29日  | 名古屋鉄道                                                                                    |           |                      | 豊田線                   |
| 京成本線              | 青砥 - 京成高砂                       | 0.6            | 1.2            | 1983年7月1日   | 京成電鉄                                                                                      | 複々線化  |                      | 本線                     |
| 西武8号線             | 新桜台 - 小竹向原                     | 1.4            | 1.2            | 1983年10月1日  | 西武鉄道                                                                                      |           |                      | 西武有楽町線             |
| 西武8号線             | 練馬 - 新桜台                         | 0.2            | 0.2            | 1986年4月2日   | 西武鉄道                                                                                      |           |                      | 西武有楽町線             |
| 西武8号線             | 練馬 - 新桜台                         | 1.9            | 1.2            | 1994年12月7日  | 西武鉄道                                                                                      |           |                      | 西武有楽町線             |
| 西武8号線             | 練馬 - 新桜台                         | (1.5)          | (1.4)          | 1998年3月26日  | 西武鉄道                                                                                      |           |                      | 西武有楽町線             |
| 西武8号線             | 練馬 - 新桜台                         | (0.8)          | (1.4)          | 2000年3月29日  | 西武鉄道                                                                                      |           |                      | 西武有楽町線             |
| 伊勢崎線              | 竹ノ塚 - 谷塚                         | 0.3            | 0.3            | 1985年4月1日   | 東武鉄道                                                                                      | 複々線化  |                      | 伊勢崎線                 |
| 伊勢崎線              | 竹ノ塚 - 松原団地                     | 3.4            | 3.4            | 1987年4月1日   | 東武鉄道                                                                                      | 複々線化  |                      | 伊勢崎線                 |
| 伊勢崎線              | 竹ノ塚 - 松原団地                     | 1.2            | 1.2            | 1988年8月9日   | 東武鉄道                                                                                      | 複々線化  |                      | 伊勢崎線                 |
| 伊勢崎線              | 草加 - 蒲生                           | 2.2            | 2.2            | 1989年4月1日   | 東武鉄道                                                                                      | 複々線化  |                      | 伊勢崎線                 |
| 伊勢崎線              | 草加 - 蒲生                           | (2.2)          | (2.2)          | 1992年4月1日   | 東武鉄道                                                                                      | 複々線化  |                      | 伊勢崎線                 |
| 伊勢崎線              | 新田 - 北越谷                         | 4.2            | 5.5            | 1994年11月2日  | 東武鉄道                                                                                      | 複々線化  |                      | 伊勢崎線                 |
| 伊勢崎線              | 新田 - 北越谷                         | (4.2)          | (5.5)          | 1997年3月25日  | 東武鉄道                                                                                      | 複々線化  |                      | 伊勢崎線                 |
| 伊勢崎線              | 越谷 - 北越谷                         | 2.8            | 1.7            | 1999年9月9日   | 東武鉄道                                                                                      | 複々線化  |                      | 伊勢崎線                 |
| 伊勢崎線              | 越谷 - 北越谷                         | (2.8)          | (1.7)          | 2001年3月28日  | 東武鉄道                                                                                      | 複々線化  |                      | 伊勢崎線                 |
| 伊勢崎線(2)           | 曳舟 - 業平橋                         | 1.3            | 1.3            | 2003年3月19日  | 東武鉄道                                                                                      | 複々線化  |                      | 伊勢崎線                 |
| 東上線                | 朝霞 - 志木                           | 3.2            | 3.2            | 1985年6月1日   | 東武鉄道                                                                                      | 複々線化  |                      | 東上本線                 |
| 東上線                | 和光市 - 志木                         | 3.8            | 2.1            | 1987年8月25日  | 東武鉄道                                                                                      | 複々線化  |                      | 東上本線                 |
| 東上線(2)             | 森林公園 - 武蔵嵐山                   | 4.4            | 4.5            | 2002年3月26日  | 東武鉄道                                                                                      | 複線化    |                      | 東上本線                 |
| 東大阪線              | 長田 - 生駒                           | 10.3           | 10.2           | 1986年10月1日  | 近畿日本鉄道                                                                                  |           | 東大阪線             | けいはんな線             |
| 北神線                | 新神戸 - 谷上                         | 7.9            | 7.5            | 1988年4月2日   | 北神急行電鉄（第一種） →神戸高速鉄道（第三種） 北神急行電鉄（第二種） →神戸市交通局（第一種） |           |                      | 北神線                   |
| 鴨東線                | 三条 - 出町柳                         | 2.3            | 2.3            | 1989年10月5日  | 京阪電気鉄道                                                                                  |           |                      | 鴨東線                   |
| 千葉急行線            | 千葉中央 - 大森台                     | 4.3            | 4.2            | 1992年4月1日   | 千葉急行電鉄 →京成電鉄                                                                        |           | 千葉急行線           | 千原線                   |
| 千葉急行線            | 大森台 - ちはら台                     | 6.8            | 6.7            | 1996年4月1日   | 千葉急行電鉄 →京成電鉄                                                                        |           | 千葉急行線           | 千原線                   |
| 東京モノレール 羽田線 | 整備場 - 羽田空港                     | 5.3            | 5.1            | 1993年9月27日  | 東京モノレール                                                                                |           | 東京モノレール羽田線 | 東京モノレール羽田空港線 |
| 西武池袋線            | 富士見台 - 石神井公園                 | 1.0            | 2.3            | 1994年12月7日  | 西武鉄道                                                                                      | 複々線化  |                      | 池袋線                   |
| 西武池袋線            | 練馬 - 練馬高野台                     | 1.8            | 2.3            | 1998年3月26日  | 西武鉄道                                                                                      | 複々線化  |                      | 池袋線                   |
| 西武池袋線            | 練馬 - 中村橋                         | (0.7)          | (1.5)          | 2003年3月12日  | 西武鉄道                                                                                      | 複々線化  |                      | 池袋線                   |
| 東葉高速線            | 西船橋 - 東葉勝田台                   | 16.1           | 16.2           | 1996年4月27日  | 東葉高速鉄道                                                                                  |           |                      | 東葉高速線               |
| 片福連絡線            | 京橋 - 尼崎                           | 10.3           | 12.5           | 1997年3月8日   | 関西高速鉄道（第三種） JR西日本（第二種）                                                     |           |                      | JR東西線                 |
| 東西線                | 御陵 - 三条京阪                       | 3.5            | 3.3            | 1997年10月12日 | 京都高速鉄道（第三種） 京都市交通局（第二種） →京都市交通局（第一種）                         |           |                      | 東西線                   |
| 埼玉高速鉄道線        | 鳩ヶ谷 - 浦和美園                     | 8.4            | 8.7            | 2001年3月28日  | 埼玉高速鉄道                                                                                  |           |                      | 埼玉高速鉄道線           |
| 臨海副都心線 二期     | 東京テレポート - 天王州アイル         | 2.9            | 2.9            | 2001年3月31日  | 東京臨海高速鉄道                                                                              |           |                      | りんかい線               |
| 臨海副都心線 二期     | 天王洲アイル - 大崎                   | 4.0            | 4.4            | 2002年12月1日  | 東京臨海高速鉄道                                                                              |           |                      | りんかい線               |

### 主要鉄道幹線
| 線名             | 区間                    | 建設 延長 (km) | 営業 延長 (km) | 開業年月日    | 事業者の変遷                                                                   | 種別   | 現状 2024年3月28日時点 |
| ---------------- | ----------------------- | -------------- | -------------- | ------------- | ------------------------------------------------------------------------------ | ------ | ---------------------- |
| 智頭線           | 上郡 - 智頭             | (56.6)         | (56.1)         | 1994年12月3日 | 智頭急行                                                                       | 譲渡線 | 智頭線                 |
| 日豊線           | 小倉 - 大分             | 132.9          | 132.9          | 1995年4月20日 | JR九州                                                                         | 譲渡線 | 日豊本線               |
| 山陰線           | 綾部 - 福知山           | 12.3           | 12.3           | 1995年4月20日 | JR西日本                                                                       | 譲渡線 | 山陰本線               |
| 山陰線           | 園部 - 綾部             | 42.0           | 42.0           | 1996年3月16日 | JR西日本                                                                       | 譲渡線 | 山陰本線               |
| 宮福線           | 宮津 - 福知山           | (30.4)         | (30.4)         | 1996年3月16日 | 北近畿タンゴ鉄道（第一種） →北近畿タンゴ鉄道（第三種） WILLER TRAINS（第二種） | 譲渡線 | 宮福線                 |
| 宮津線           | 宮津 - 天橋立           | 4.4            | 4.4            | 1996年3月16日 | 北近畿タンゴ鉄道（第一種） →北近畿タンゴ鉄道（第三種） WILLER TRAINS（第二種） | 譲渡線 | 宮津線（宮豊線）       |
| 田沢湖線         | 盛岡 - 大曲             | 75.6           | 75.6           | 1997年3月22日 | JR東日本                                                                       | 譲渡線 | 田沢湖線（秋田新幹線） |
| 奥羽線           | 大曲 - 秋田             | 51.7           | 51.7           | 1997年3月22日 | JR東日本                                                                       | 譲渡線 | 奥羽本線（秋田新幹線） |
| 北越北線         | 六日町 - 犀潟           | (59.0)         | (59.5)         | 1997年3月22日 | 北越急行                                                                       | 承継線 | ほくほく線             |
| 高徳線           | 高松 - 徳島             | 74.8           | 74.8           | 1998年3月14日 | JR四国                                                                         | 承継線 | 高徳線                 |
| 東海道線（貨物） | 東京（タ） - 大阪（タ） | -              | -              | 1998年3月31日 | JR貨物                                                                         | 譲渡線 | 東海道本線             |

### 都市鉄道線
| 線名     | 区間                      | 建設 延長 (km) | 営業 延長 (km) | 開業年月日    | 事業者の変遷 | 種別   | 現状 2024年3月28日時点 |
| -------- | ------------------------- | -------------- | -------------- | ------------- | ------------ | ------ | ---------------------- |
| 札沼線   | 太平 - 篠路               | 3.0            | 2.9            | 1995年3月16日 | JR北海道     | 譲渡線 | 札沼線                 |
| 札沼線   | 北海道医療大学駅 折返設備 | -              | -              | 1996年3月16日 | JR北海道     | 譲渡線 | 札沼線                 |
| 札沼線   | 篠路 - あいの里教育大     | 3.2            | 3.4            | 1997年3月22日 | JR北海道     | 譲渡線 | 札沼線                 |
| 札沼線   | 八軒 - 太平               | 5.2            | 5.2            | 2000年3月11日 | JR北海道     | 譲渡線 | 札沼線                 |
| 福知山線 | 新三田 - 篠山口           | 21.5           | 21.5           | 1997年3月8日  | JR西日本     | 譲渡線 | 福知山線               |
| 筑肥線   | 下山門 - 筑前前原         | 11.1           | 11.1           | 2000年1月22日 | JR九州       | 譲渡線 | 筑肥線                 |

### 受託業務
鉄道事業者から鉄道事業の受託要請があった場合に、公団が受託して調査や建設を行う。
| 線名                  | 区間                          | 建設 延長 (km) | 営業 延長 (km) | 開業年月日     | 事業者の変遷                                                                                      | 過去の線名   | 現状 2024年3月28日時点 |
| --------------------- | ----------------------------- | -------------- | -------------- | -------------- | ------------------------------------------------------------------------------------------------- | ------------ | ---------------------- |
| 伊奈線                | 丸山 - 小針                   | 5.0            | 4.5            | 1983年12月22日 | 埼玉新都市交通                                                                                    |              | 伊奈線                 |
| 仙台市高速鉄道 南北線 | 七北田 - 北四番丁             | 5.0            | 4.5            | 1987年7月15日  | 仙台市交通局                                                                                      |              | 南北線                 |
| 成田空港高速鉄道線    | 土屋 - 空港ターミナル         | 8.9            | 8.7            | 1992年3月19日  | 成田空港高速鉄道（第三種） JR東日本（第二種）                                                     |              | 成田線                 |
| 成田空港高速鉄道線    | 駒井野（信） - 空港ターミナル | 2.3            | 2.1            | 1992年3月19日  | 成田空港高速鉄道（第三種） 京成電鉄（第二種）                                                     |              | 本線                   |
| 関西空港連絡鉄道線    | 日根野 - りんくうタウン       | 1.6            | 1.6            | 1994年6月15日  | JR西日本                                                                                          |              | 関西空港線             |
| 住都公団二期線        | 小室 - 印西牧の原             | 8.7            | 4.7            | 1995年4月1日   | 住宅・都市整備公団 →都市基盤整備公団 →千葉ニュータウン鉄道（第三種） 北総鉄道・京成電鉄（第二種） | 北総・公団線 | 北総線 成田空港線      |
| 住都公団二期線(2)     | 印西牧の原 - 印旛日本医大     | 4.3            | 3.8            | 2000年7月22日  | 住宅・都市整備公団 →都市基盤整備公団 →千葉ニュータウン鉄道（第三種） 北総鉄道・京成電鉄（第二種） | 北総・公団線 | 北総線 成田空港線      |
| 臨海副都心線          | 新木場 - 東京テレポート       | 6.7            | 4.9            | 1996年3月30日  | 東京臨海高速鉄道                                                                                  | 臨海副都心線 | りんかい線             |
| 山梨リニア実験線      | 先行区間                      | 18.4           | 18.4           | 1997年4月3日   | JR東海・鉄道総合技術研究所                                                                        |              |                        |
| 新高松貨物駅          | 香西 - 鬼無                   | -              | -              | 2000年8月16日  | JR貨物                                                                                            |              | 高松貨物ターミナル駅   |
| 上飯田連絡線          | 味鋺 - 上飯田                 | 1.7            | -              | 2003年3月24日  | 上飯田連絡線（第三種） 名古屋鉄道（第二種）                                                       |              | 小牧線                 |